# Billy Lee Riley
Billy Lee Riley, född 5 oktober 1933 i Pocahontas, Arkansas, död 2 augusti 2009 i Jonesboro, Arkansas, var en amerikansk rockabillymusiker.
Riley skivdebuterade på Sun Records 1956 med låten "Trouble Bound". Hans två kändaste låtar "Flying Saucers Rock and Roll" och "Red Hot" släpptes 1957. På den först nämnda medverkade Jerry Lee Lewis på piano. "Red Hot" visade potential till en hitlåt, men skivbolaget valde att marknadsföra Jerry Lee Lewis med "Great Balls of Fire" istället.
Under 1960-talet arbetade han som studiomusiker för att under 1970-talet arbeta inom byggindustrin. 1992 började han spela in nya album och 1997 nominerades hans album Hot Damn! till en Grammy. Han avled till följd av tarmcancer 2009 men var akiv in i det sista.
Han är invald i Rockabilly Hall of Fame.

## Diskografi
Studioalbum (urval)
- Harmonica & the Blues (1962)
- Big Harmonica Special (1964)
- Harmonica Beatlemania (1965)
- Whiskey a Go Go Presents (1965)
- Funk Harmonica (1966)
- In Action (1966)
- Southern Soul (1968)
- The Legendary Sun Performers: Billy Lee Riley (1977)
- Sun Sound Special: Billy Lee Riley (1978)
- Vintage, Mojo (1978)
- 706 Reunion, Sun-Up (1992)
- Blue Collar Blues (1992)
- Classic Recordings 1959–1960 (1994)
- Rockin' Fifties (1995)
- Hot Damn! (1997)
- Very Best of Billy Lee Riley: Red Hot (1998)
- Shade Tree Blues (1999)
- One More Time (2002)
- Hillbilly Rockin' Man (2003)
- Still Got My Mojo (2009)